# The Midnight Limited (film 1915)
The Midnight Limited è un cortometraggio muto del 1915 diretto da J.P. McGowan.

## Produzione
Il film fu prodotto dalla Kalem Company.

## Distribuzione
Distribuito dalla General Film Company, uscì nelle sale cinematografiche USA il 3 luglio 1915.